# Timulina

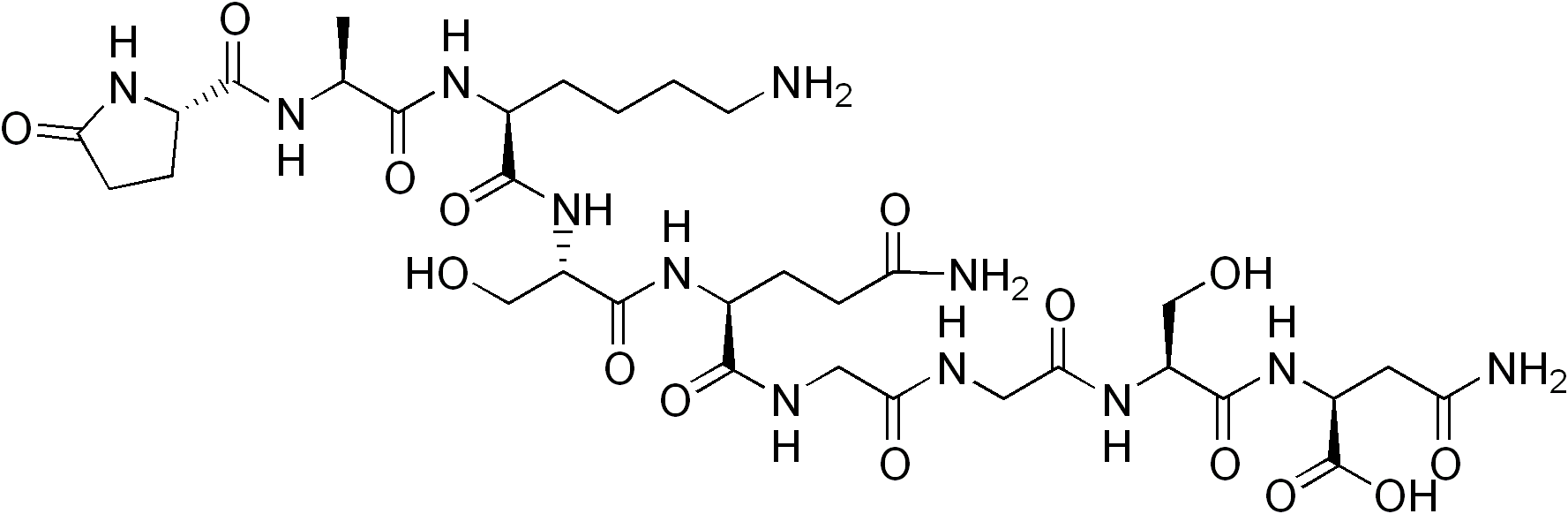
Timulina.
Número CAS: 63958-90-7.
Fórmula: C_{33}H_{54}N_{12}O_{15}.

A timulina, também chamada factor tímico  ou factor tímico sérico, é um nonapéptido com função hormonal produzida por duas povoações de células epiteliais do timo, descrito em 1977 por J. Bach. A timulina require cinc para a súa actividade biolóxica.
Crê-se que a hormona está envolvida na diferenciação das células T e estimulação das ações das células T e NK. Para além deste efeito parácrino ou auto-orgânico sobre o sistema imunitário ser dependente do timo, a timulina também parece ter efeitos neuroendócrinos. Existem interações bidireccionais entre o epitélio timico e o eixo hipotalámico-hipofisário (por exemplo, a timulina segue um ritmo circadiano e os níveis fisiologicamente elevados de ACTH correlacionam-se positivamente com os níveis plasmáticos de timulina e vice-versa).
Muitas investigações recentes estão centradas no estudo ou função da timulina como efetor de mediadores proinflamatórios/citocinas. Descobriu-se que um péptido análogo à timulina (PAT) possui efeitos analgésicos em altas concentrações e especialmente efeitos neuroprotectores anti-inflamatórios no sistema nervoso central. As células alvo da timulina para exercer este efeito parecem ser os astrócitos. Os investigadores esperam desenvolver fármacos que impeçam os processos inflamatórios associados a enfermidades neurodegenerativas e mesmo o reumatismo com a ajuda de análogos da timulina.
Ademais, a timulina está associada com a anorexia nervosa.